# Haudegen (Waffe)
Ein Haudegen ist ein europäischer Degen des 16. Jahrhunderts.

## Beschreibung
Während der historische Degen zweischneidig ist, hat die als Haudegen bezeichnete Abart eine einschneidige Klinge mit zweischneidiger Spitze. Diese Form des Degens entstand im 16. Jahrhundert in Spanien und Italien. Dort wurde er als Waffe für die berittenen Truppen eingeführt, bei denen es weniger auf Fechtkunst als auf Stich und Hieb ankam.
Umgangssprachlich bezeichnet man heute mit einem (alten) Haudegen einen kämpferischen, durchsetzungsfähigen Menschen.